# 清水銀行
株式会社清水銀行（しみずぎんこう、英: THE SHIMIZU BANK,LTD.）は、静岡県静岡市清水区に本店を置く地方銀行。静岡県内のほか愛知県（名古屋市と豊橋市）、東京都に店舗を展開している。
企業理念は「地域とともに、お客さまとともに」。

## 概要
静岡中央銀行、東京スター銀行とともに、2002年（平成14年）に破綻した中部銀行の受け皿行となり、静岡県中部・西部の店舗を引き継いだ。県内貸出金シェア7%弱となっている。
清水市時代から引継ぐ静岡市と富士市の指定金融機関を受託する。
本業以外では、Jリーグ「清水エスパルス」のスポンサーを創立時から務めており、同行の規模に比べると全国的な知名度は高いといえる。また、J1リーグ清水エスパルスの最終順位に応じて預け入れ時店頭表示利率が上乗せされる「清水エスパルス応援定期預金」を発売している。
通帳、カードに描かれている天女（モデルは三保の松原の羽衣伝説より）や船舶のイラストは柳原良平によるもの。静岡県に本店を置く銀行では唯一神奈川県に支店を持っていない（横浜支店は閉鎖された）。

## 沿革
- 1928年（昭和3年）7月1日 - 6銀行（富士川銀行、由比銀行、江尻銀行、蒲原銀行、庚子銀行、岩淵銀行）が合併し、駿州銀行を設立。
- 1932年（昭和7年）4月1日 - 駿州銀行が旧清水銀行を合併。
- 1948年（昭和23年）5月1日 - 駿州銀行が清水銀行に商号変更。
- 1983年（昭和58年）10月26日 - 東京証券取引所市場第二部に上場。
- 1986年（昭和61年）9月1日 - 東京証券取引所市場第一部に指定替えとなる。
- 1987年（昭和62年） - 債券フルディーリング業務開始。
- 1989年（平成元年） - 資本金を86億7,000万円に増資。外国為替包括コルレス業務許可取得。
- 1994年（平成6年）  - 信託代理店業務開始。
- 1998年（平成10年） - 日本格付研究所よりA+の格付公表。投資信託窓口販売開始。
- 1999年（平成11年） - インストアブランチ開設。
- 2000年（平成12年） - テレホンバンキングサービス開始。新人事制度運用開始。
- 2001年（平成13年） - 人事育成部門でISO9001:2000を取得。
- 2003年（平成15年） - 中部銀行営業一部譲り受け。創立75周年。
- 2004年（平成16年） - アイワイバンク銀行とATM提携開始。静岡支店移転。岩渕支店を富士川支店に統合、泉町支店を浜松北支店に統合、横浜支店を東京支店に統合。高橋支店移転。証券仲介業務開始。
- 2005年（平成17年） - 決済用預金取扱開始。吉原支店富士ローンセンター移転。PROBANK稼動。富士川支店移転。広見支店開設。
- 2006年（平成18年） - 浜松ローンセンター開設、地区駐在執行役員の配置。
- 2007年（平成19年） - しみず法人ダイレクトバンキングサービスの開始、ICキャッシュカードの導入、草薙支店移転。
- 2009年（平成21年） - 老朽化のために改築された新本店の営業を開始。
- 2010年（平成22年） - 清水カードサービスと清水ジェーシービーカードが、清水カードサービスを存続会社として合併。
- 2013年（平成25年） - 清水カードサービスが清水総合リースを吸収合併し、清水リース&カードとして発足[5]。
- 2017年（平成29年） - SBI証券と提携[6]。

## 経営

### 営業体制
地域密着型金融推進計画の達成と真のリレーションシップバンキング実現に向けて新営業体制を導入。ブロック制を導入することで、現状の22支店を5つのブロックに再編し、清水エリア・本店ブロックを統括するエリア店（本店営業部）、ブロックの中心となるブロック店（堂林支店、高橋支店、草薙支店、梅田町支店）とその傘下となるエコー店・フィット店17支店に区別した。
各ブロックはエリア店・ブロック店を中心に3～6支店で構成され、ブロック内の渉外係・融資係をエリア店・ブロック店5支店に集約化。エリア店・ブロック店には、法人融資業務に精通した法人渉外及び個人の資産運用やローン業務に精通した個人渉外を配置し、エコー店・フィット店には、主に個人顧客の資産運用に精通した行員を配置。また、エリア店・ブロック店には、ブロック全体を取り纏めるブロック店長（本店営業部はエリア店長）の他、ブロック内の営業を取り纏める渉外部長を設置し、渉外部長には従来の支店長級の行員を配置するとともに、渉外部長の下に法人渉外長・個人渉外長を配置した。

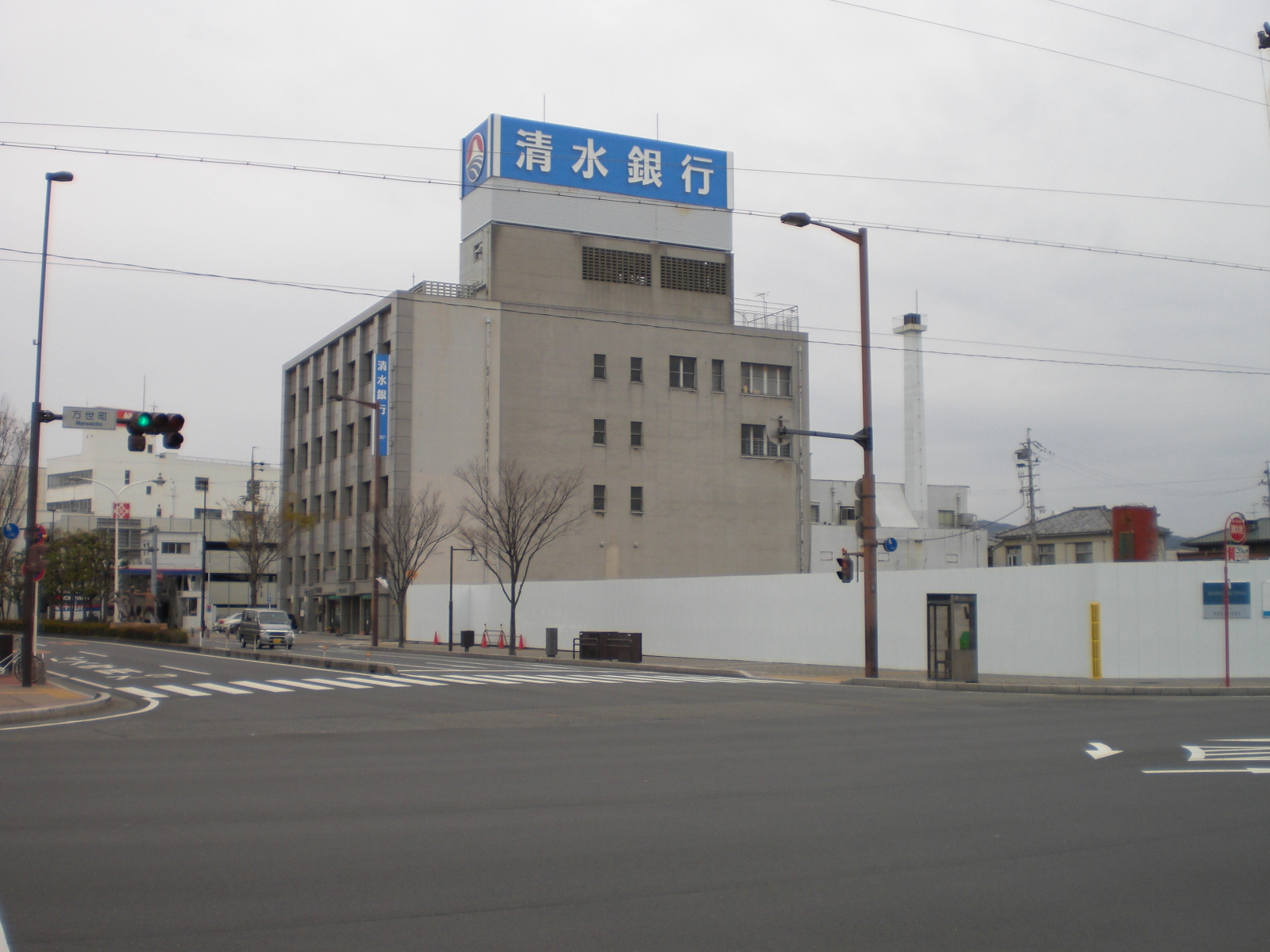
建替中の本店
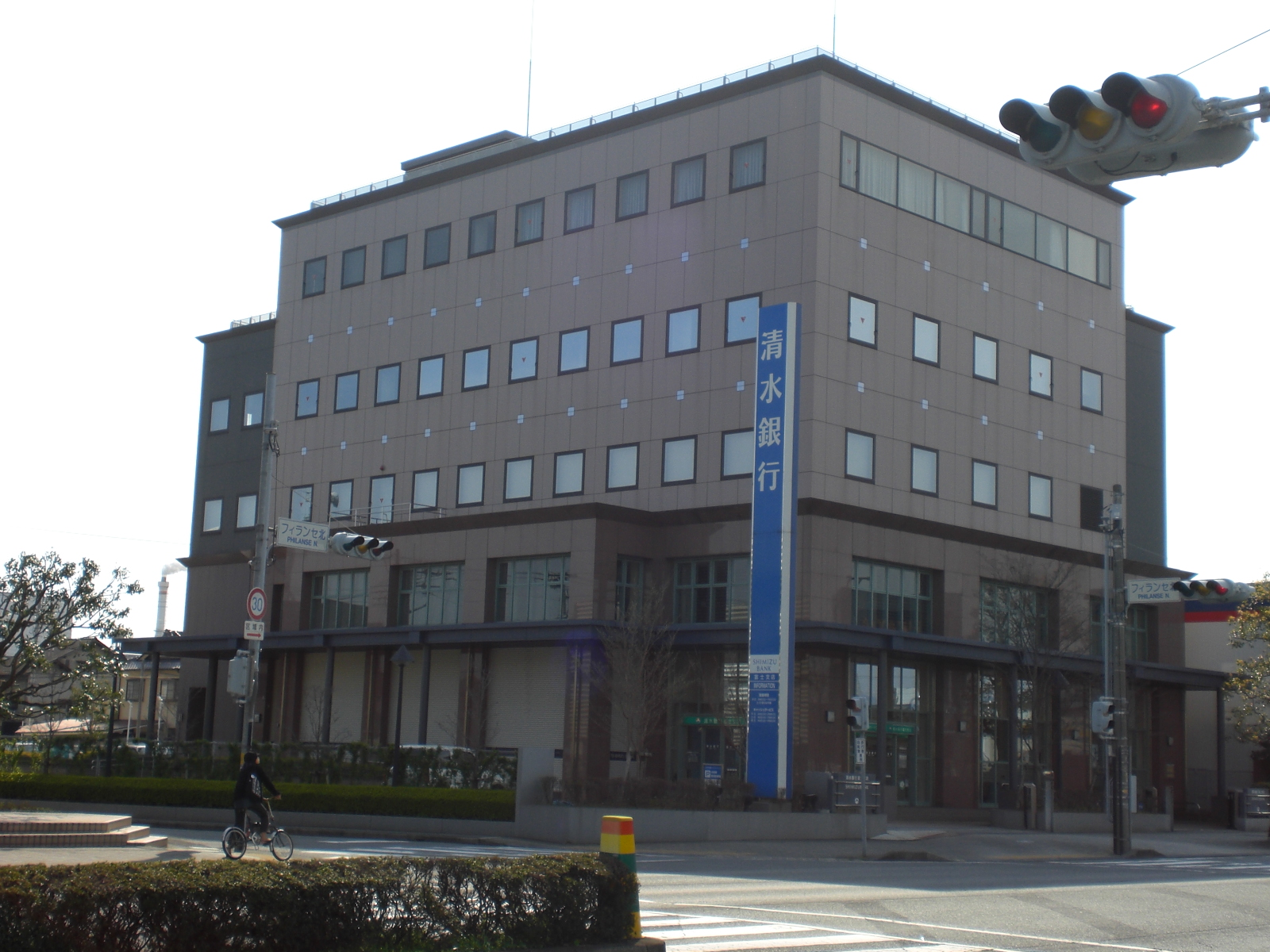
富士支店
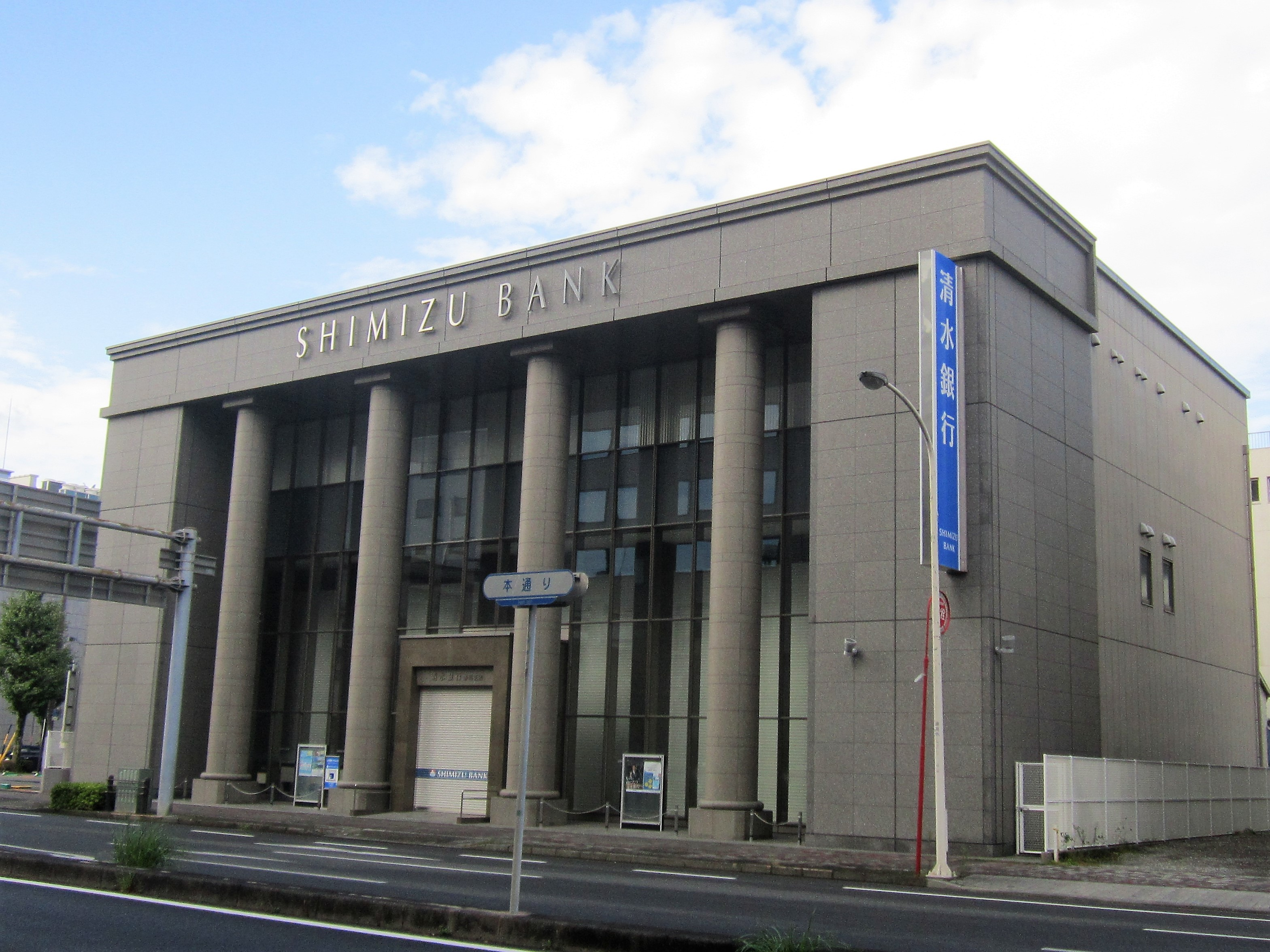
静岡支店
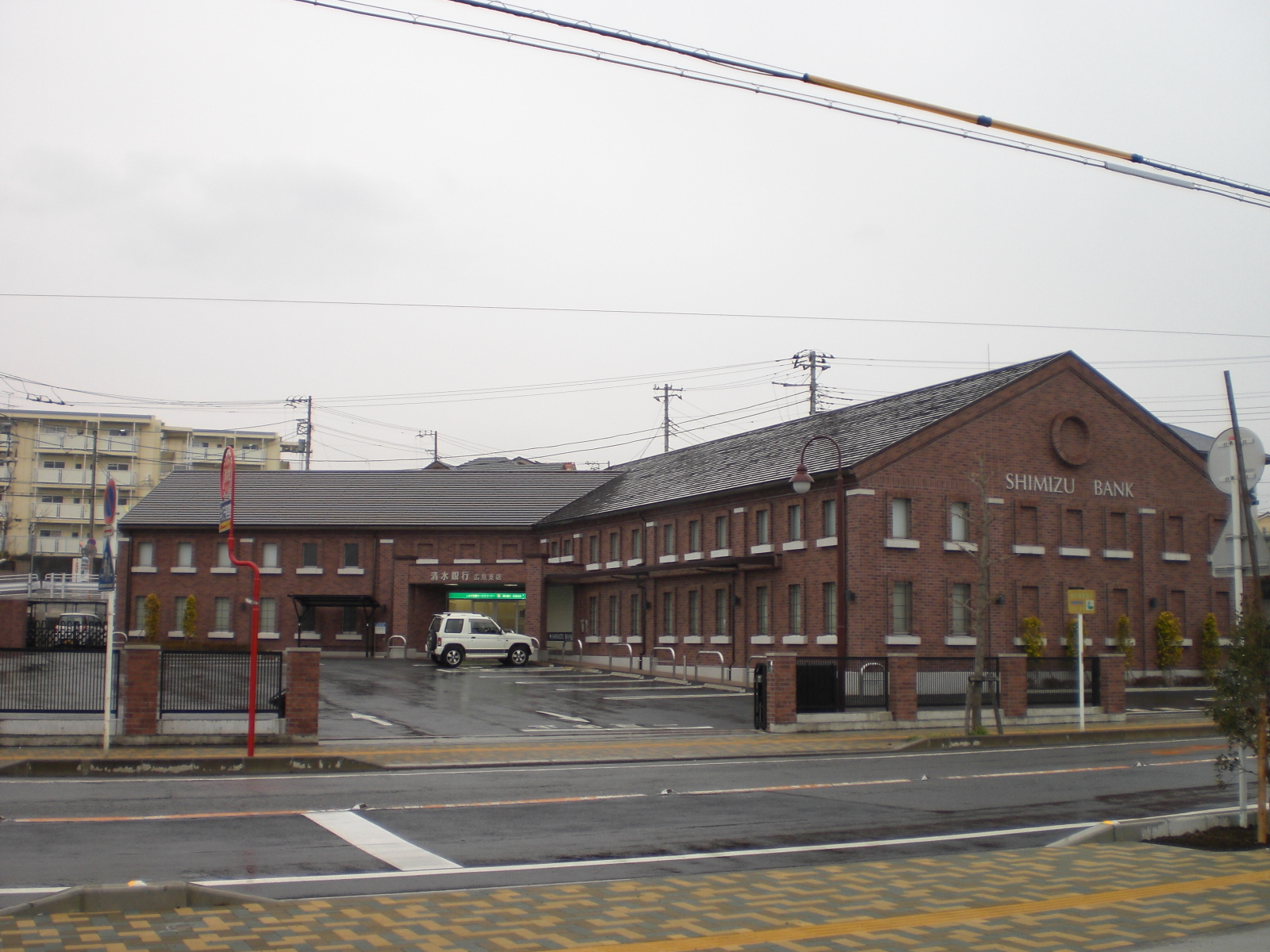
広見支店
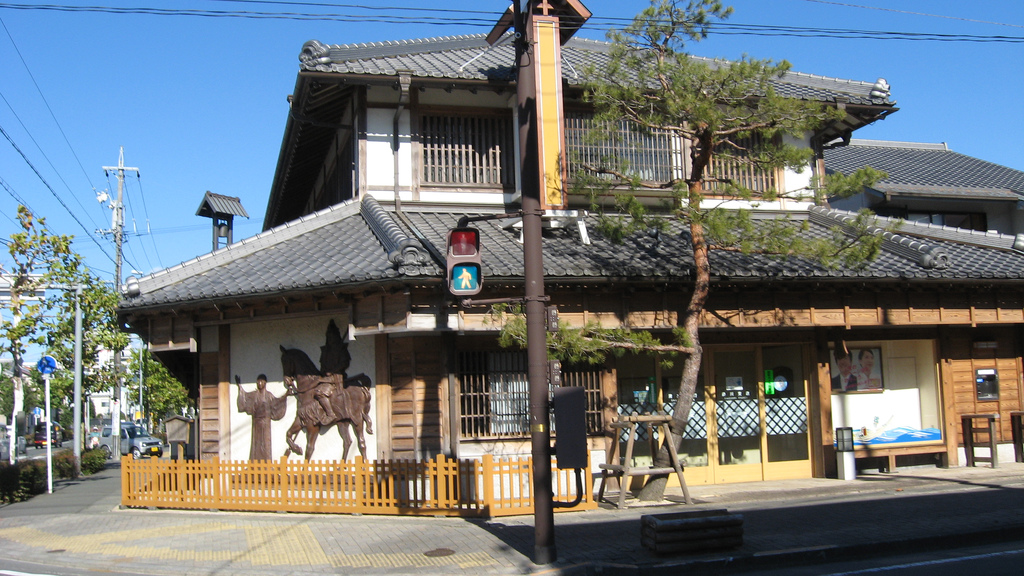
掛川支店

| ブロック       | エリア店   | ブロック店 | エコー店               | フィット店                     |
| -------------- | ---------- | ---------- | ---------------------- | ------------------------------ |
| 富士ブロック   | 富士支店   |            |                        | 松岡支店・富士市役所前支店     |
| 吉原ブロック   |            | 吉原支店   | 須津支店               | 今泉出張所                     |
| 広見ブロック   |            | 広見支店   | 伝法支店・鷹岡支店     |                                |
| 川成島ブロック |            | 川成島支店 | 富士駅南支店           |                                |
| 富士宮ブロック |            | 富士宮支店 | 大宮支店・野中支店     |                                |
| 富士川ブロック |            | 富士川支店 | 松野支店               |                                |
| 蒲原ブロック   |            | 蒲原支店   |                        | イオンタウン蒲原支店           |
| 由比ブロック   |            | 由比支店   |                        | 本町特別出張所                 |
| 本店ブロック   | 本店営業部 |            | 興津支店・八木間支店   |                                |
| 高橋ブロック   |            | 高橋支店   | 袖師支店・押切支店     | 庵原支店・下野支店・辻支店     |
| 梅田町ブロック |            | 梅田町支店 | 三保支店               | 緑が丘支店・駒越支店           |
| 草薙ブロック   |            | 草薙支店   | 美術館前支店・長崎支店 |                                |
| 堂林ブロック   |            | 堂林支店   | 入江支店・江尻支店     | 矢部支店・追分支店・有東坂支店 |
| 静岡ブロック   | 静岡支店   |            | 鷹匠町支店・安倍川支店 |                                |
| 静岡南ブロック |            | 静岡南支店 | 中田支店・曲金支店     |                                |
| 千代田ブロック |            | 千代田支店 | 流通センター支店       | 大岩支店                       |
| 焼津ブロック   | 焼津支店   |            | 田尻支店・大富支店     |                                |

- 建替中の本店
- 富士支店
- 静岡支店
- 広見支店
- 掛川支店

## 情報処理システム
2000年（平成12年）4月より、金融機関では全国に先駆けた人材育成体制であり、国際規格ISO9001に則ってシステム化、マニュアル化した「トレーニー制度」を導入。組織全体のレベルアップを目的とし、また若手行員の早期戦力化を進めている。
2006年（平成18年）12月に執行役員制度を導入し、銀行全体の経営責任を負う取締役と担当部門の業務執行責任を負う執行役員に役割を明確化することで、ガバナンス強化を図ったほか、県内4地区に執行役員を常駐させ、一定の融資決裁権限を付与することにより、迅速な業務執行を行う「地区駐在制度」をスタートさせた。
2008年（平成20年）4月23日より、法人向けインターネットバンキングサービスの取り扱いを開始し、専用のソフトや端末機を使用せず、インターネット環境にあるパソコン等から利用できるようになった。5月から、高い安全性を備えたICキャッシュカードの発行を開始した。

### 勘定系システム
PROBANKを採用し、2013年（平成25年）5月、PROBANK-R2へリプレースした。また、2024年5月にNTTデータが運営するSTELLA CUBEに移行した。

### 営業店システム
Web版報告書集計システム「Report Connection（レポートコネクション）」を導入。システム刷新で大幅な業務効率化を実現する。

## その他
『マンガ 融資渉外ものがたり』や『マンガ テラーのための店頭応対トーク術』などの著者で知られる金指光伸は元行員（2024年まで清水リース&カード株式会社 取締役）である。

### 地域密着性
地域のスポーツ大会や催し物（清水銀行杯フレンドリーシティしみず少年少女サッカー大会）への協賛、臓器提供・骨髄バンクの広報活動、地域の祭り（清水みなと祭り・富士祭りなど）への参加、清掃活動などの環境保全活動（興津川、安倍川清掃）、各支店ロビーに絵画などのミニギャラリー設置、地域環境とマッチした店舗づくり（広見支店・掛川支店など）を通して、地域に密着した活動を行っている。
2006年（平成18年）10月から静岡県立大学経営情報学部の会計学各論を担当し、県内経済の動きや県内企業と会計の関わり等の内容について講義を行っている。

### イメージキャラクター起用者
- 谷口賢志

## 連結子会社
- 清水ビジネスサービス株式会社
- 清水銀キャリアップ株式会社
- 清水総合メンテナンス株式会社
- 株式会社清水地域経済研究センター
- 清水リース&カード株式会社
- 清水信用保証株式会社
- 清水総合コンピュータサービス株式会社

### 注
1. ↑  旧静岡市の指定金融機関であった静岡銀行との隔年交代で受託している。